# Neujahrskonzert der Wiener Philharmoniker 1993
Das Neujahrskonzert der Wiener Philharmoniker 1993 war das 53. Neujahrskonzert der Wiener Philharmoniker und fand am 1. Jänner 1993 im Wiener Musikverein statt. Dirigent war erstmals Riccardo Muti, der auf Carlos Kleiber folgte.

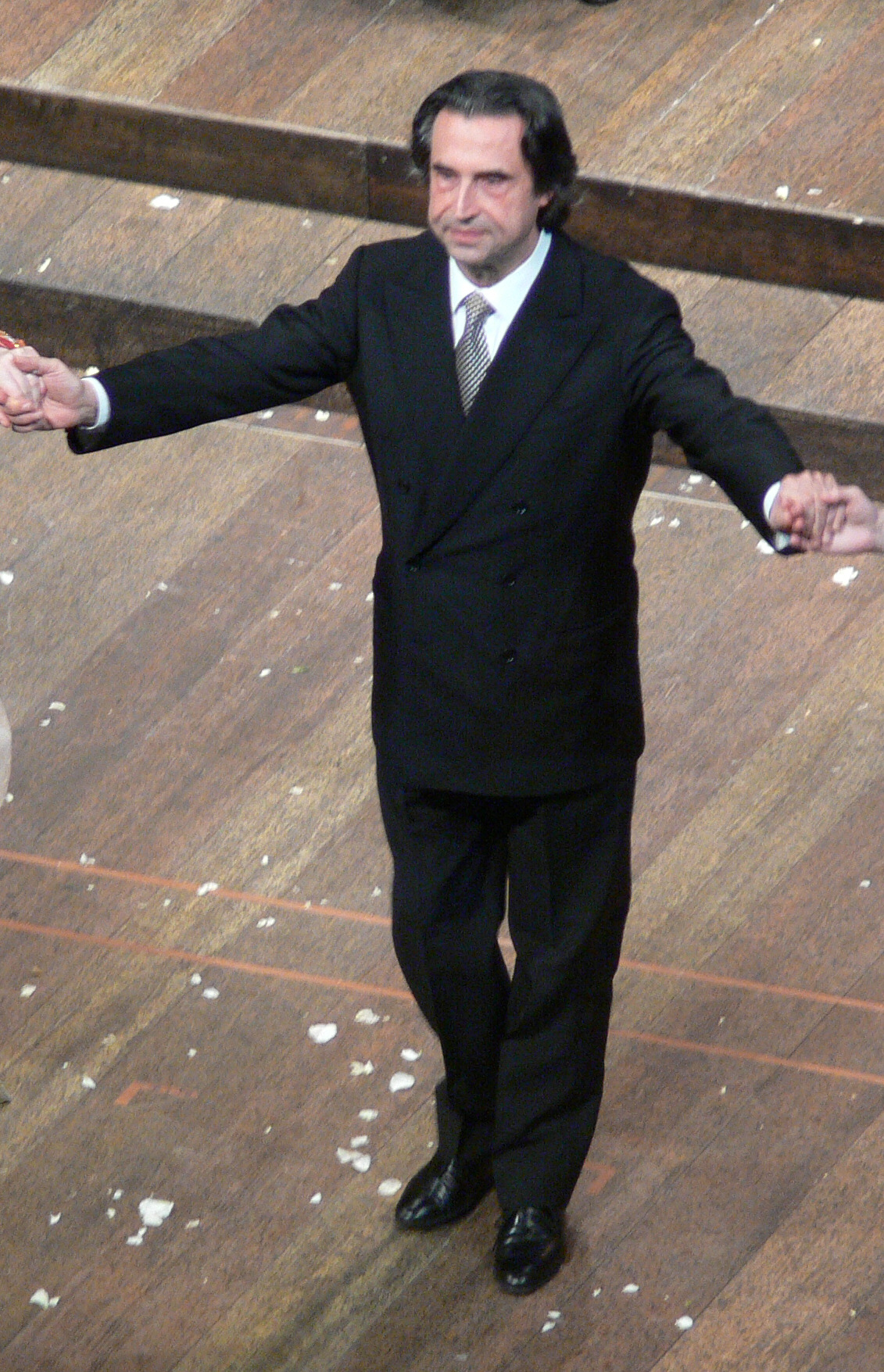
Riccardo Muti (2008)

## Programm

### 1. Teil
1. Johann Strauss (Sohn): Die Publizisten, Walzer, op. 321*
2. Johann Strauss (Sohn): Diplomaten-Polka, op. 448*
3. Johann Strauss (Sohn): Veilchen-Polka, op. 132*
4. Johann Strauss (Sohn): Etwas Kleines, Polka française, op. 190
5. Joseph Lanner: Steyrische Tänze, op. 165
6. Johann Strauss (Vater): Sperl-Galopp, op. 42

### 2. Teil
1. Johann Strauss (Sohn): Ouvertüre zur Operette „Indigo und die 40 Räuber“
2. Johann Strauss (Sohn): Wo die Citronen blüh'n, Walzer, op. 364
3. Joseph Lanner: Hans-Jörgel-Polka, op. 194*
4. Johann Strauss (Sohn): Klipp-klapp, Galopp, op. 466*
5. Johann Strauss (Sohn): Egyptischer Marsch, op. 335
6. Johann Strauss (Sohn) und Josef Strauss: Pizzicato-Polka
7. Josef Strauss: Transactionen, Walzer, op. 184
8. Johann Strauss (Sohn): Perpetuum mobile, Musikalischer Scherz, op. 257

### Zugaben
1. Johann Strauss (Sohn): Auf der Jagd, Polka schnell, op. 373
2. Johann Strauss (Sohn): An der schönen blauen Donau, Walzer, op. 314
3. Johann Strauss (Vater): Radetzky-Marsch, op. 228

Werkliste und Reihenfolge sind der Website der Wiener Philharmoniker entnommen.
Mit * gekennzeichnete Werke standen erstmals in einem Programm eines Neujahrskonzertes.

## Besetzung (Auswahl)
- Riccardo Muti, Dirigent
- Wiener Philharmoniker

## Aufnahmen
Die Audio-CD erschien 1993 bei Philipps Digital Classics.